# Решат Нури Гинтекин
Решат Нури Гинтекин, Један од најплоднијих турских књижевника, рођен је 25. новембра 1889. Основно образовање стекао је у Чанакалеу где му  се у то време, отац као војни лекар налазио са службом. 

## Биографија
У Измиру је похађао француску школу код фратара, док је високо образовање стекао на факултету за књижевност Истанбулског Универзитета, на коме је дипломирао 1912. године. Прву службу добио је као професор турског језика и књижевности у Бруси 1913. године. Потом је предавао у Чанакалеу, Еренкеју (сада азијски кварт Истанбула) и Истанбулу.
Хумористички лист Келебек основао је 12. априла 1924. године, заједно са Махмутом Јесаријем, Абдурефик Ахмет Нуријем, сликарем Муниф Фехимом. Године 1927. именован је за генералног директора министарства просвете што му је омогућило и да упозна прилике широм Анадолије, као већ искусни књижевник са неколико објављених романа и драма. Љубав према просветној делатности огледа се и у томе што су његови најупечатљивији и најсвежији ликови ученика, учитељица, професора. Умро је у Лондону 12. децембра 1956. Љубав према књижевности код Решат Нурија потиче још од најранијег детињства, из родитељске куће у Искидаму, азијском делу Истанбула. Ту је слушао приче од домаћег учитеља Лала Шакир-аге који му је на тај начин дао подстрека да чита. Посебно је дуго током живота евоцирао народну причу  о три јелена која ће и касније у зрелим година његовог стваралаштва имати одређену улогу романтичарске инспирације. Једно од дела које је побудило пажњу писца у његовом детињству је роман ,,Уди” Фатме Али је Ханим, дело које су писмене жене на зимским вечерима скупљале и читале. Но истинску жељу за писањем и читањем, добио је читајући приповетке Халид Зија Ушаклигила. У очевој библиотеци проналазио је неколико класика француске књижевности, као што је Балзак, Зола, Доде, Флобер. 
У кратком времену од 1920. до 1923. написао је три драме: Ханцер (1920), Стари сан (1921) и Комад камена (1923). Први свој роман, написан је 1918. Гизли Ел, и у то време написао је драму Истанбулска девојка, али како ова драма није могла бити изведена на сцени позоришта, драма је прерадио у роман и почео је објављивати у наставцима у новинама Вакит 1922. под насловом Caliku (у српском преводу Грмуша). Млада учитељица разочарана љубавном авантуром вереника, напушта Цариград и одлази у провинцију да би удобност велеграда заменила тешкоћама живота сеоске учитељице. Успут наилази на низ препрека радећи свој племенити просветитељски посао у заосталој и занемареној Анадолији.

## Стваралаштво
Успех који је постигао романом Грмуша био је сигурно прекретница и путоказ у Гунтекиновом даљем књижевном формирању у коме ће се определити као романописац. И даље ће писати драме, а понекад ће и своје романе драматизовати, али роман остаје његова главна преокупација. Турски књижевни критичар Насухи Бајура наводи да је Грмуша представљала једну епоху у турској романесконој књижевности. Оно што је привукло посебну пажњу у осталим романина Гунтекина а посебно у Грмуши био је нови моменат у третирању друштвених проблема, разотривање друштвног распадања, које се аутор нимало не устручава да је прикаже у правом, истинском светлу. Штавише, он води читаоца до правих узрочника таквог стања, и при свему томе највише му помаже смисао за хумор и иронију којима извргава један слој друштва, а његова сатира је најуспелија у карикирању разних анационалних типова. 
Романи Решат Нурија појавили су се у време афирмације турске  националне књижевности након једног кратког али бурног периода панисламистичких и пантуристичких струјања. Као посматрач просветних прилика, живота на селу и малог градског човека он је врло реалан, али у његовом приповедању  не недостаје топлог лиризма. Оно чиме се Гунтекин одликује јесте смисао за фино психолошко посматрање човека. 

## Књижевна дела
- Çalıkuşu (1922) (The Wren - translated as: "The Autobiography Of A Turkish Girl")
- Gizli El (1924)
- Damga (1924)
- Dudaktan Kalbe (1923) (From The Lip To The Heart)
- Akşam Güneşi (1926) (Afternoon Sun)
- Bir Kadın Düşmanı (1927)
- Yeşil Gece (1928) (The Green Night)
- Acımak (1928) (To Pity)
- Eski Hastalık (1938) (That Old Sickness)
- Yaprak Dökümü (1939) (The Fall of Leaves)
- Değirmen (1944) (The Mill)